# Flughafen Bern-Belp

i7
i11
i13
Der Regionalflughafen Bern-Belp (Marketing-Bezeichnung «Bern Airport», umgangssprachlich «Mösli» oder «Belpmoos», IATA-Code: BRN, ICAO-Code: LSZB) ist der Flugplatz der schweizerischen Bundesstadt Bern. Er wird von der 1948 unter dem Namen «Alpar AG» gegründeten und 2014 in «Flughafen Bern AG» umbenannten privatwirtschaftlichen Gesellschaft betrieben. Der Regionalflughafen war die Basis der früheren SkyWork Airlines, deren Grounding beim Flugplatz zu einem Umsatzverlust von mehr als einem Drittel führte. Zurzeit operieren vorwiegend Privatjets, der Lufttransportdienst des Bundes hat zwei Geschäftsflugzeuge stationiert, die Schweizerische Rettungsflugwacht betreibt eine Basis, die Chartergesellschaft Helvetic Airways bietet vereinzelte Flüge während der Ferienzeit an. Zudem sind zwei Helikopterunternehmen sowie zwei Flugschulen (eine für Motorflug, eine für Segelflug) auf dem Flugplatz tätig.

## Geographische Lage und Verkehrsanbindung
Der Flugplatz liegt sechs Kilometer südöstlich von Bern auf dem Gebiet der Gemeinde Belp. Seine Lage im Belpmoos, einer Schwemmebene im Aaretal, hat dem Flugplatz seine lokal geläufige Bezeichnung verschafft.

### Erreichbarkeit
Die Zufahrt für den Strassenverkehr erfolgt von Süden über Vehweid von der Hauptstrasse 6 und von der Autobahnausfahrt A6 Rubigen oder von Norden auf der Flugplatzstrasse über Kehrsatz. Es stehen gebührenpflichtige Parkplätze im Freien zur Verfügung. 

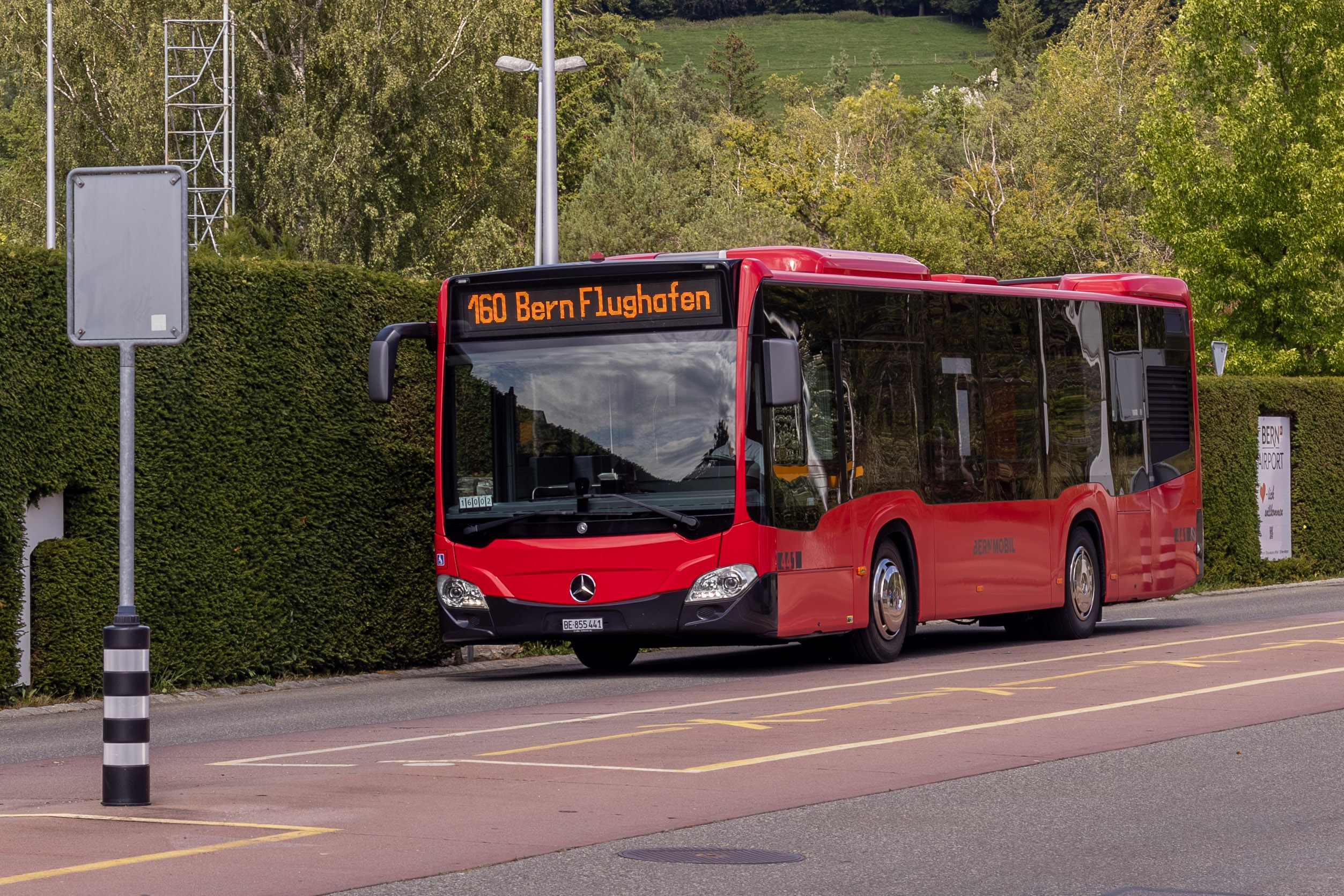
Die Buslinie 160 verbindet den Flughafen mit dem Bahnhof in Rubigen.

Mit dem öffentlichen Verkehr ist der Flugplatz ebenfalls gut erreichbar: Die Linie 160 von Bernmobil fährt im Halbstundentakt zum Bahnhof Belp, von wo die S-Bahnlinien S3, S4, S31 und S44 zum Berner Hauptbahnhof verkehren. Die Reisezeit zwischen dem Flughafen und dem Bahnhof Bern beträgt 30 Minuten. Ausserdem verbindet die Linie den Flugplatz Bern-Belp mit den umliegenden Gemeinden Konolfingen, Tägertschi, Münsingen, Rubigen und Belp.
Eine direkte Busverbindung zwischen dem Hauptbahnhof Bern und dem Flugplatz wurde im Frühjahr 2009 eingeführt (werktags drei bis vier Verbindungen, am Wochenende sechs), 2012 jedoch zugunsten der aktuellen Lösung wieder aufgegeben.

## Geschichte

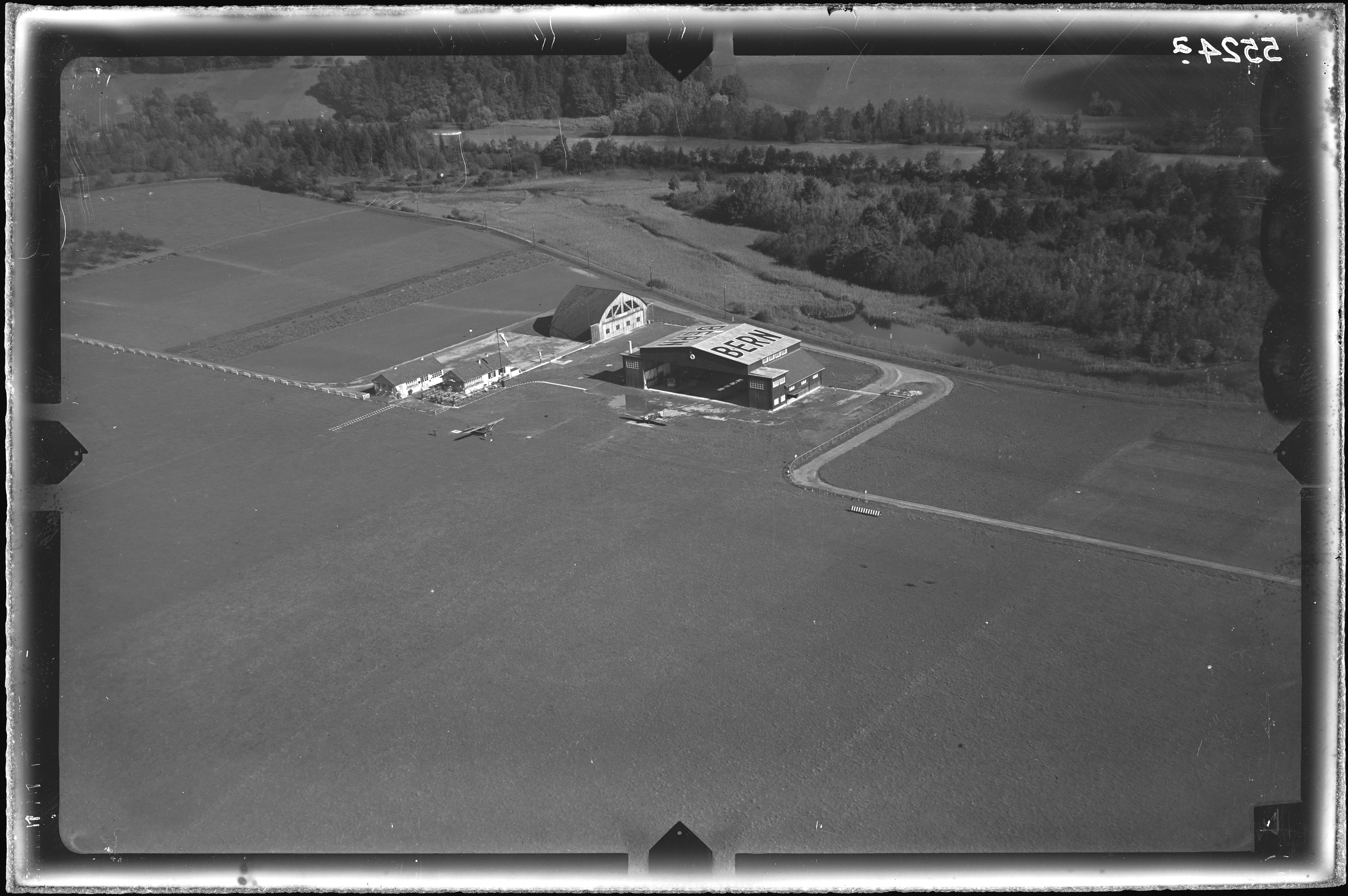
Das Flugfeld mit frisch erbautem Hangar im Jahr 1930

Die 1929 als Genossenschaft initiierte Alpar, deren Name sich auf die Alpen und die Aare bezog, war nicht nur Betreiberin des Flugplatzes, sondern auch die erste Flugverkehrsgesellschaft mit Sitz in Bern gewesen. Die Alpar hatte am 8. Juni 1929 den Flugbetrieb mit einer Fokker F XI aufgenommen, einen Monat vor der offiziellen Flugplatz-Eröffnungsfeier auf dem Flugplatz von Bern-Belp. Bis zu dreimal pro Woche beflog die Alpar die Strecke Bern–Biel–Basel mit Anschluss an die Flüge nach Paris und London. Mit dem Beginn des Zweiten Weltkrieges wurde der Betrieb eingestellt. Der Flugbetrieb, eine Flugschule sowie die Rundflüge reichten nicht aus, um ohne Beiträge des Kantons und der Stadt Bern über die Runden zu kommen; deren Zuschüsse blieben «konstant hoch». Nach dem Zweiten Weltkrieg nahm die Gesellschaft den Betrieb wieder auf. 1946 bestimmte jedoch Bundesrat Enrico Celio, dass es keine Konkurrenz von Schweizer Fluggesellschaften auf internationalen Linienflügen geben solle. Die Alpar erhielt 1947 keine Lizenz mehr und stellte den Betrieb ein. 1950 wurde die Genossenschaft in die «Alpar, Flug- und Flugplatz-Gesellschaft AG Bern» umgewandelt, welche gerade wegen der Unbekanntheit ihres damals über 60-jährigen Namens seit Mai 2014 unter dem Namen «Flughafen Bern AG» auftritt.
Im Jahr 2000 führte der Flughafen Bern-Belp schadstoffabhängige Landegebühren ein mit dem Ziel, die Emissionen aus dem Luftverkehr zu senken. Um für mehr Umsatz zu sorgen, gab die Flughafengesellschaft Ende 2019 bekannt, über eine Crowdfunding-Aktion eine eigene, virtuelle Fluggesellschaft mit dem Namen Flybair gründen zu wollen, welche zunächst von German Airways hätte betrieben werden sollen. In die entstandene Lücke trat im Februar 2020 Helvetic Airways. Während des Novembers 2019 kamen über die Aktion mehr als 1,1 Millionen Schweizer Franken zusammen; etwa 2,5 Millionen werden benötigt, um den Flugbetrieb zu starten. Flybair plant auch Flüge ab dem Flughafen Sitten, der Zeitpunkt zur Aufnahme von Flügen musste jedoch wegen der COVID-19-Pandemie von Mai 2020 auf mindestens Sommer 2020 verschoben werden. Dazu stationierte Helvetic Airways eine Maschine des Typs Embraer E-190-E1 auf dem Berner Flughafen. Nach einem Verlust im ersten Geschäftsjahr werden 2021 voraussichtlich keine Flüge angeboten. Auch im Jahr 2022 entschied sich Flybair keine eigenen Flüge durchzuführen. Gewisse Destinationen sollen mit Lübeck Air angeflogen werden. Zudem wurde Ende Juni 2022 bekannt, dass Flybair verkauft werden soll, was im Dezember desselben Jahres wieder abgesagt wurde. Grösste Aktionärin der flyBAIR AG ist mit einem Anteil von 15 Prozent die Flughafen Bern AG. Per Ende März 2022 verlässt Flybair-Geschäftsführer José González das Unternehmen.
Im Jahr 2021 verkaufte die Stadt Bern das seit längerem leer stehende Flughafenhotel samt Bodengrundstück an den Investor Hans-Ulrich Müller und Christian Müller, die unter der Firma C+H Flughafen Gastro AG auftreten. Nach einer umfassenden Sanierung wurde es im Jahr 2023 als Hotel-Restaurant wiedereröffnet. U. a. befindet sich im angrenzenden Gebäude auch eine Harley-Davidson-Werkstatt.
Flughafendirektor ist Urs Ryf, als Verwaltungsratspräsident der Flughafen Bern AG wurde im Mai 2021 der ehemalige Berner Gemeinderat Alexandre Schmidt gewählt. Seit 2023 ist Ryf Direktor und Verwaltungsratspräsident.

## Ausstattung
Der Flugplatz verfügt über eine befestigte Start- und Landebahn 14/32 von 1'730 m Länge und eine (zurzeit inoperable) Graspiste sowie eine Segelflugschlepp-Startpiste und ein Segelflug-Landefeld, das auch als Helisquare dient. Die Hartbelag-Piste wurde im Jahr 2008 um 220 m ausgebaut, um den neuen Sicherheitsbestimmungen im europäischen Luftverkehr zu genügen. Ein neu installiertes Instrumentenlandesystem auf der Bahn 14 ist per September 2008 offiziell in Betrieb gegangen, zudem ein GPS-Anflugverfahren geplant. Dies stösst aber bei den Anwohnern im Süden auf starken Widerstand, sie fürchten sich vor vermehrtem Fluglärm. Auch die allgemeine Luftfahrt wehrt sich gegen das Projekt, da die Kontrollzone des Flugplatzes bis nach Thun ausgedehnt werden soll.

## Nutzung

### Fluggesellschaften und Ziele
Bern-Belp war die Heimatbasis der SkyWork Airlines, die von hier aus die meisten Ziele anbot. Sie flog, nebst saisonalen Warmwasserzielen rund ums Mittelmeer, auch mehrere europäische Städteziele an. Ziele in Deutschland waren Berlin-Tegel, Hamburg, München und Usedom. Zum Sommerflugplan 2018 wurde Graz neu ins Streckennetz ab Berlin aufgenommen. Für den Flugplatz machte SkyWork 60 Prozent der Flüge und ein Drittel der Einnahmen aus.
Germania und Helvetic flogen Bern ganzjährig oder saisonal an. Die Sommerflugpläne umfassen vor allem Feriendestinationen am Mittelmeer. 2021 wurden von Helvetic Heraklion und Palma de Mallorca angeflogen, von Lübeck Air Stuttgart und Lübeck. Später flog Helvetic auch auf die Mittelmeerinseln Rhodos, Korsika, Sardinien und Zypern.

### Sport- und Bedarfsflüge
Auf dem Flugplatzgelände gibt es eine Flugschule mit Rundflugbetrieb, die alpaviation AG, sowie eine Segelflugschule. Die Segelfluggruppe Bern feierte im September 2023 "100 Jahre Segelflug Belpmoos".
Zudem finden sich am Flugplatz Helikopterbetriebe, inklusive Wartungseinrichtungen, darunter seit 1976 eine Basis der Schweizerischen Rettungsflugwacht.
Belp war Hauptsitz der ehemaligen Heliswiss.

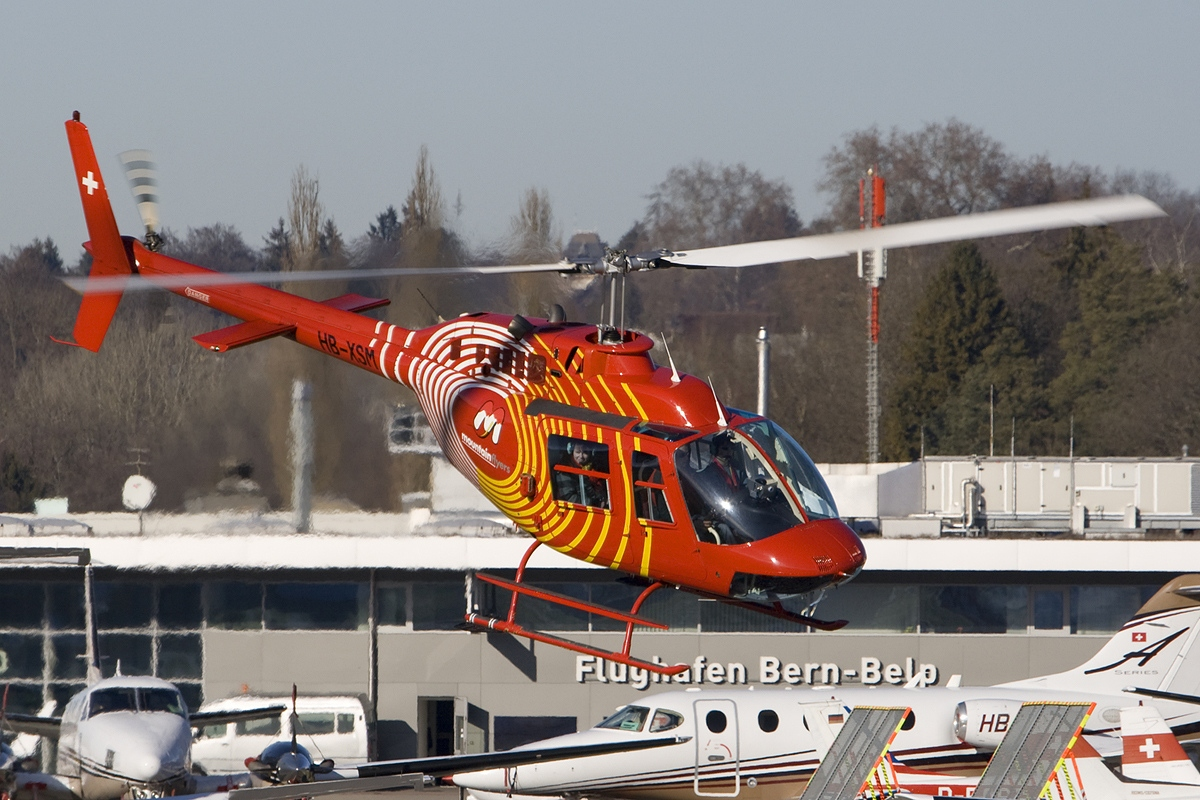
Jet Ranger der Mountainflyers 50 Ltc

Seit 1980 ist die Helikopterfirma Mountainflyers 80 Ltd in Belp im Hangar 7, welche 1980 von Ueli Soltermann gegründet worden war. Seinem Heli HB-XIH, einer Bell 47G folgte bald der erste Turbinen-Helikopter, die Jet Ranger HB-XKK von 1981 bis 1983. Die Jet Ranger XOD flog ab dann bis 1990 und ab 1985 flog für drei Jahre die Hughes 369HE HB-XGA nebst einer weiteren Jet Ranger 3 (XBE) für zwei Jahre. Die Jet Ranger XSL flog 1987–91 und die XSM 1989 bis 2012. 1991 kamen die ersten zwei Robinson R22 nach Belp und drei weitere folgten und flogen bis maximal 2007. Ab 1996 flog für zwei Jahre eine Alouette III. Ab 2005 kam eine Robinson R44 zu den Mountainflyers. Im Hangar 7 befinden sich Büros, Schulungsräume, Abstellflächen und ein Wartungsraum. Bis 2005 hatte die Firma 200 Piloten ausgebildet. Neben der Schulung bot sie Freizeit- und Service-Flüge. 2018 wurde Heli-West AG in Grenchen übernommen. 2022 wurde Moutainflyers Mitglied im Netzwerk «Leading Helicopter Academies» (LHA). Die Schulung findet seit 2019 auch auf EASA-zertifizierten Simulatoren statt. Ab 2020 flog Mountainflyers in Belp, Grenchen und La-Chaux-de Fonds. Zur Flotte gehören eine A109, eine Ecureuil, drei Bell 505, zwei Bell 407 in Grenchen und mehrere Robinson 22 und 44. Ab 2012 verfügte Christoph Graf über 100 % der Aktien der Firma.

### Lufttransportdienst des Bundes

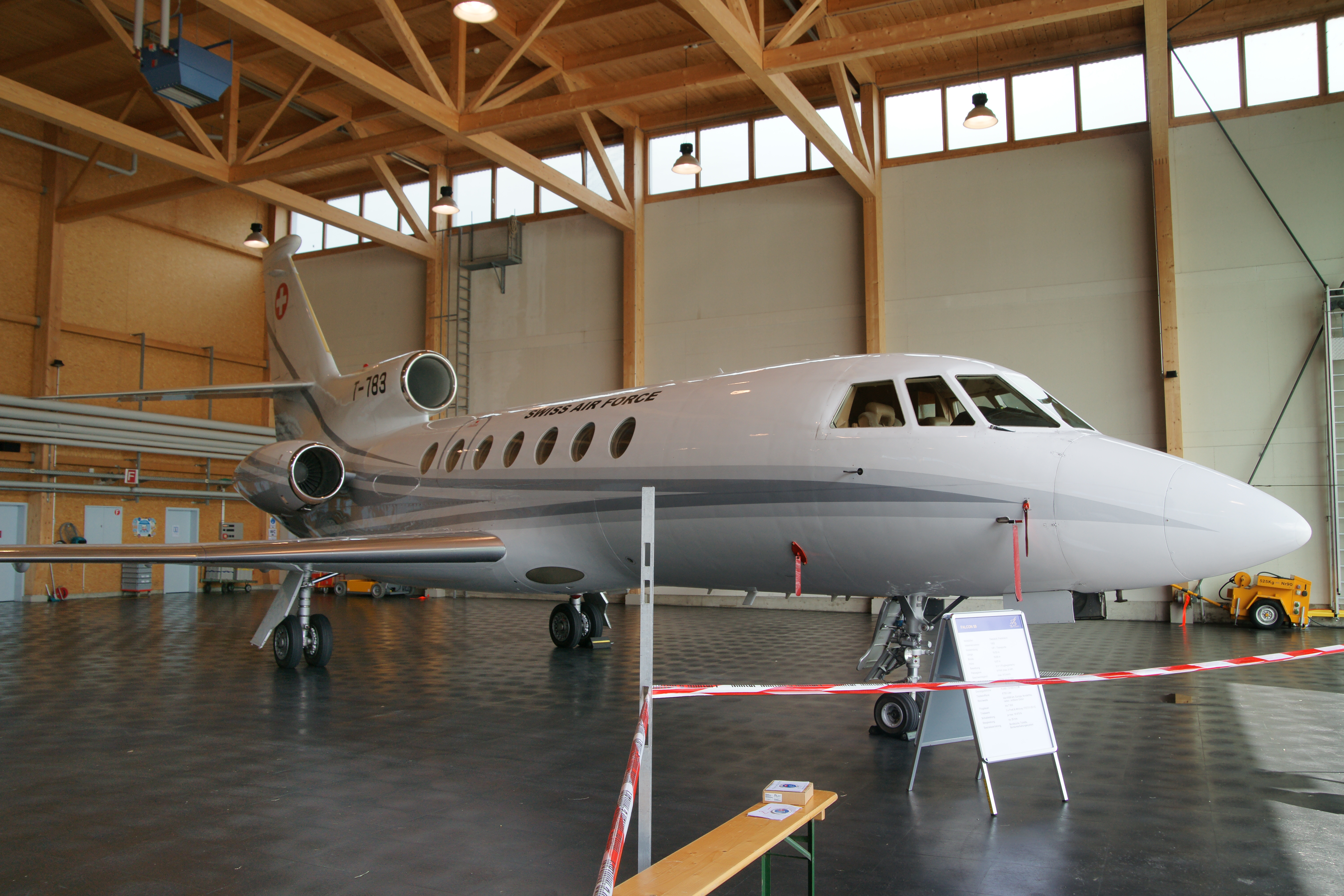
Swiss Air Force Falcon 50 im Luftwaffenhangar in Bern-Belp

Auf dem Regionalflughafen Bern-Belp sind auch die Flugzeuge des Lufttransportdienstes des Bundes der Schweizer Luftwaffe sowie des BAZL stationiert.

### Geplante Fotovoltaikanlage
Im Januar 2023 kündigten die Bernischen Kraftwerke BKW und der Flughafen Belp an, auf einem Drittel des Flughafengeländes die grösste Fotovoltaikanlage der Schweiz zu bauen. Die Beteiligungen lauten 51 Prozent BKW, 39 Prozent der Flughafen und 10 Prozent Energie Wasser Bern. Die Verantwortlichkeiten seien jedoch unklar. Die Anlage sollte ursprünglich eine Fläche von 25 Hektaren aufweisen und 35 Millionen Kilowattstunden Strom pro Jahr liefern. Die Anlage soll am Ort der heutigen Graspiste neben der Hauptpiste entstehen. Auch acht von 23 Hektaren Trockenwiese würden mit der Realisierung des Projekts verschwinden. Im April 2023 wurde bekannt, dass der Segelfluggruppe per März 2024 gekündigt wurde, sie darf aber noch bis zum Baubeginn 2026 bleiben. Neu sollen nur noch auf 19 Hektaren Solarpanels montiert werden.

## Statistik
| Jahr | Flugbewegungen | Veränderung Flugbewegungen | Passagiere | Veränderung Passagiere |
| ---- | -------------- | -------------------------- | ---------- | ---------------------- |
| 2023 | 49'706         | −5,6%                      | 59'566     | 18,7%                  |
| 2022 | 52'696         | 1,7 %                      | 50'174     | 110,6 %                |
| 2021 | 51'792         | 20,8 %                     | 23'827     | 47,2 %                 |
| 2020 | 42'862         | 3,5 %                      | 16'183     | −54,8 %                |
| 2019 | 41'396         | −7,4 %                     | 35'787     | −76,4 %                |
| 2018 | 44'706         | −6,2 %                     | 151'621    | −17,1 %                |
| 2017 | 47'659         | −5,1 %                     | 182'917    | −0,2 %                 |
| 2016 | 50'199         | −1,9 %                     | 183'320    | −3,5 %                 |
| 2015 | 51'144         | −5,9 %                     | 190'032    | −1,5 %                 |
| 2014 | 54'300         | −0,5 %                     | 192'846    | −26 %                  |
| 2013 | 54'666         | −10,5 %                    | 260'555    | −4,1 %                 |
| 2012 | 59'669         | −3,9 %                     | 271'111    | +46,6 %                |
| 2011 | 62'101         | +10,7 %                    | 184'831    | +82,5 %                |
| 2010 | 56'093         | −0,2 %                     | 101'285    | −5,9 %                 |
| 2009 | 56'201         | +14,9 %                    | 107'626    | +0,3 %                 |
| 2008 | 48'901         | −4,5 %                     | 107'287    | +0,6 %                 |
| 2007 | 51'217         | −0,1 %                     | 106'614    | +8,3 %                 |
| 2006 | 51'279         | −1,3 %                     | 98'398     | +3,1 %                 |
| 2005 | 51'963         |                            | 95'420     |                        |
| 2000 | 69'049         |                            | 224'064    |                        |
| 1990 | 79'147         |                            | 120'560    |                        |
| 1980 | 98'133         |                            | 53'954     |                        |
| 1970 | 77'104         |                            | 70'977     |                        |
| 1960 | 47'647         |                            | 14'033     |                        |
| 1950 | 15'416         |                            | 10'764     |                        |
| 1940 | 747            |                            | 285        |                        |
| 1930 | 3'280          |                            | 2'817      |                        |

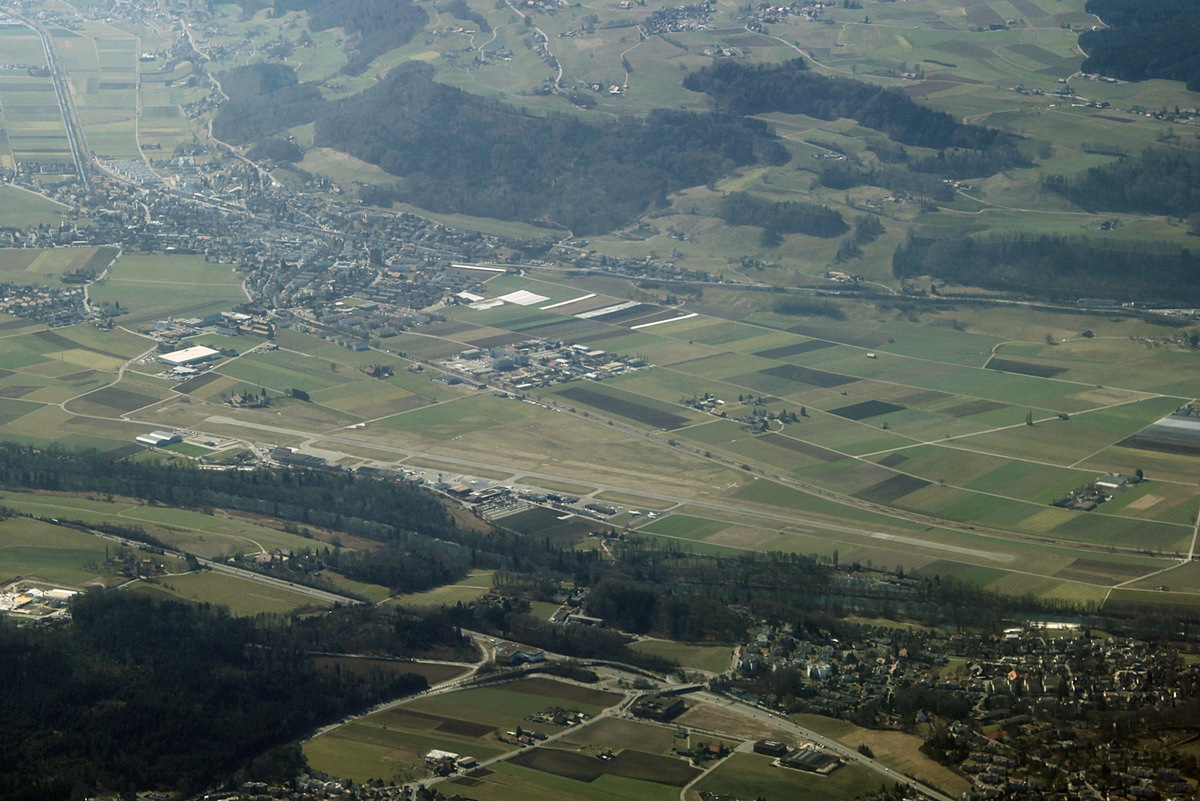
Luftbild des Flughafens Bern-Belp

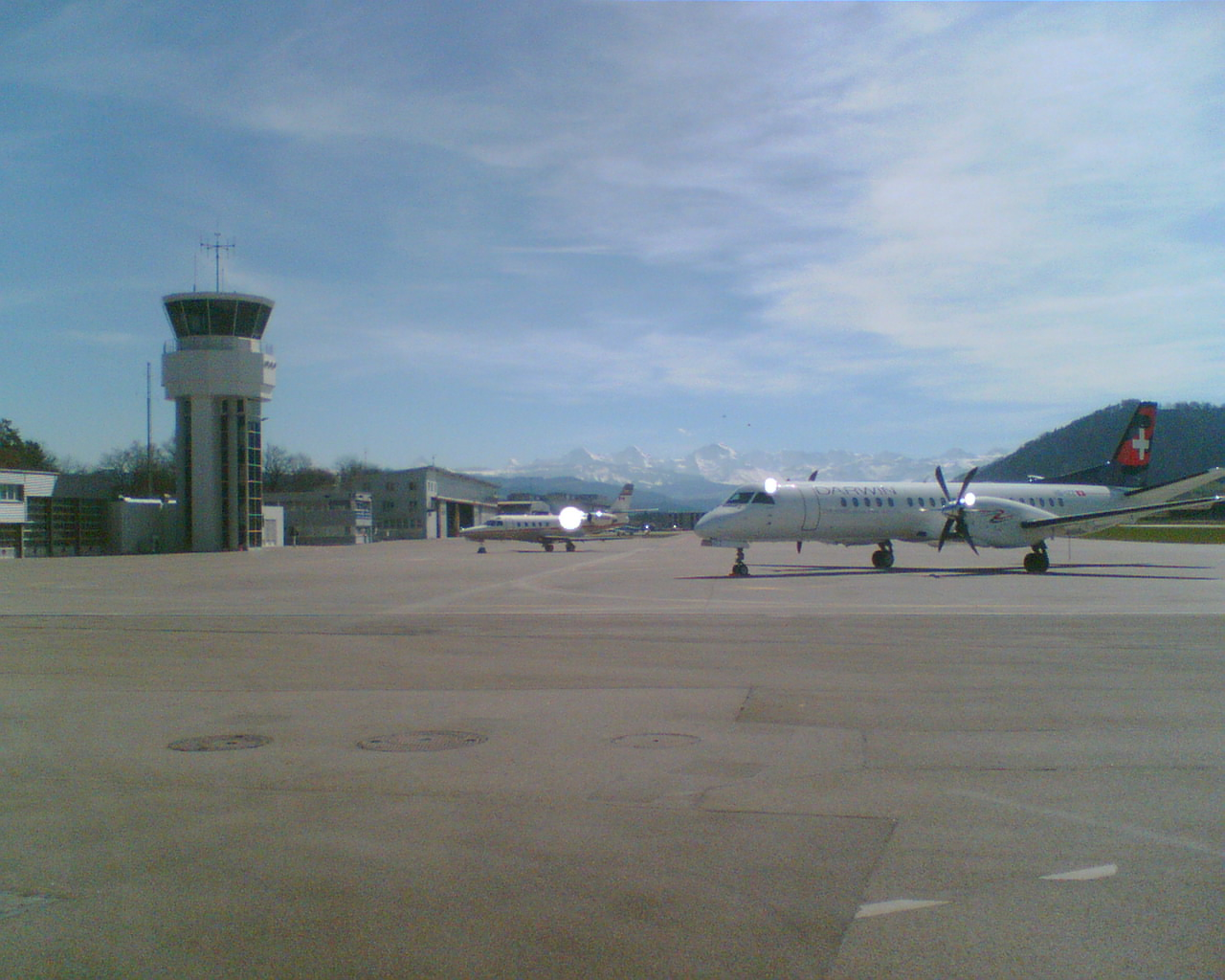
Vorfeld und Tower des Flughafens

Quellen: Statistisches Jahrbuch der Stadt Bern, Geschäftsbericht Flughafen Bern 2022

## Trivia

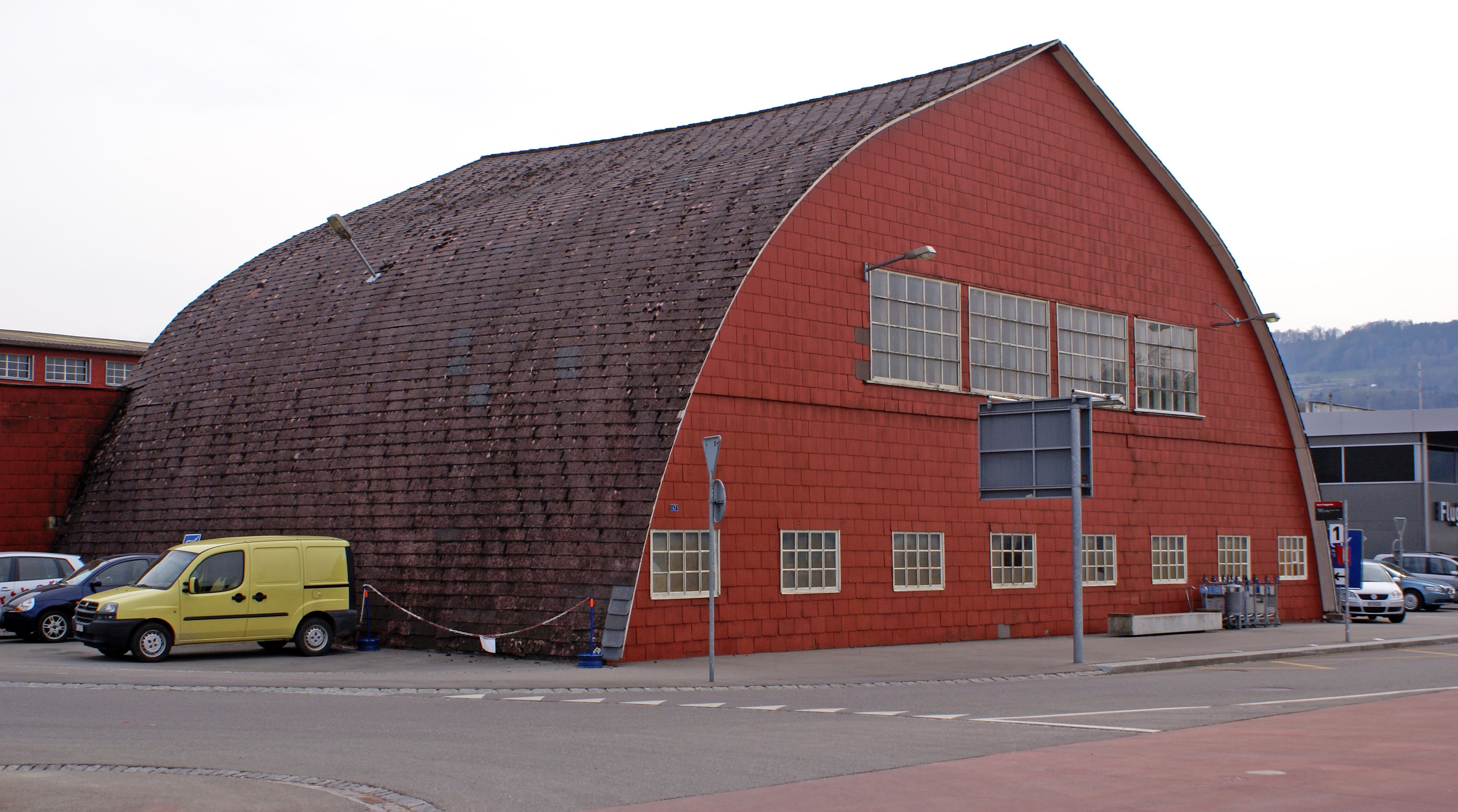
Der Biderhangar (2009)

- Der im Berndeutschen «Bäupmoos» genannte Flugplatz wurde zum Namensgeber eines der berühmtesten Lieder der Band Patent Ochsner.
- Der «Biderhangar», ein Hangar des Flugpioniers Oskar Bider, ist als Kulturdenkmal von nationaler Bedeutung klassifiziert.

## Fussnoten
1. 1 2 3 4  Bern Airport Geschäftsbericht 2022. (PDF; 4.308 KB) In: bernairport.ch. Flughafen Bern AG, abgerufen am 20. September 2023 (Schweizer Hochdeutsch).
2. ↑  Quentin Schlapbach: Subventionen für Regionalflughäfen: Bund unterstützt Privatfliegerei der Superreichen mit Steuermillionen. In: Tages-Anzeiger. 7. März 2025, abgerufen am 7. März 2025.
3. ↑  Tür-zu-Tür-Fahrplan. In: bernmobil.ch. Ehemals im Original (nicht mehr online verfügbar); abgerufen am 23. Dezember 2019. (Seite nicht mehr abrufbar. Suche in Webarchiven)
4. ↑  Linie 160 Zubringer Flughafen Bern. In: bernmobil.ch. Archiviert vom Original (nicht mehr online verfügbar) am 8. November 2019; abgerufen am 16. Dezember 2019.  Info: Der Archivlink wurde automatisch eingesetzt und noch nicht geprüft. Bitte prüfe Original- und Archivlink gemäß Anleitung und entferne dann diesen Hinweis.
5. ↑  Mit dem Bus direkt zum Flughafen (Memento vom 14. September 2009 im Internet Archive) aufgerufen am 16. Februar 2014.
6. ↑  Benedikt Meyer: Im Flug. Schweizer Airlines und ihre Passagiere, 1919–2002. Chronos, Zürich 2014, ISBN 978-3-0340-1238-6.
7. ↑  Kuno Gross: Studienbüro für Spezialflugzeuge - Pilatus SB-2 Pelican - Das Schweizer Bergflugzeug, ISBN 978-3-7494-3640-8, S. 146
8. ↑  AG Antrag zum Namenswechsel an der GV 2014 (Memento vom 24. September 2015 im Internet Archive)
9. ↑  Schadstoffabhängige Landegebühren. Bundesamt für Zivilluftfahrt, archiviert vom Original (nicht mehr online verfügbar) am 20. Januar 2021; abgerufen am 16. November 2020.  Info: Der Archivlink wurde automatisch eingesetzt und noch nicht geprüft. Bitte prüfe Original- und Archivlink gemäß Anleitung und entferne dann diesen Hinweis.
10. ↑  German Airways steigt bei Flybair aus, aerotelegraph, 11. Februar 2020.
11. ↑  dk: FlyBair erreicht Crowdfunding-Ziel – Ticketverkauf kann starten. In: airliners.de. 29. November 2019, abgerufen am 30. November 2019.
12. ↑  Die FlyBair-Flugtage stehen fest. In: travelnews.ch. 8. Dezember 2019, abgerufen am 23. Dezember 2019.
13. ↑  Schrittweise Wiederaufnahme des Flugbetriebs bei Helvetic Airways. In: helvetic.com. 3. Juli 2020, abgerufen am 30. März 2021.
14. ↑  Berner Fluggesellschaft FlyBAIR führt 2021 keine Flüge durch. In: neo1.ch. 4. März 2021, archiviert vom Original (nicht mehr online verfügbar) am 4. März 2021; abgerufen am 4. März 2021.  Info: Der Archivlink wurde automatisch eingesetzt und noch nicht geprüft. Bitte prüfe Original- und Archivlink gemäß Anleitung und entferne dann diesen Hinweis.
15. ↑  Stefan Ehrbar: Flybair steht vor dem Aus: Berner Airline droht die Liquidation. In: grenchnertagblatt.ch. 29. Juni 2022, abgerufen am 7. Juli 2022.
16. ↑  SDA: Berner Fluggesellschaft Flybair prüft Übernahmeangebot. In: nau.ch. 7. Juli 2022, abgerufen am 7. Juli 2022.
17. ↑  Kaufangebote unter Substanzwert: Die Berner Fluggesellschaft «Flybair» wird nicht verkauft. In: bernerzeitung.ch. 16. Dezember 2022, abgerufen am 16. Dezember 2022.
18. ↑  flyBAIR AG. Handelsregisteramt des Kantons Bern, abgerufen am 30. März 2021.
19. ↑  Julian Witschi: Berner Fluggesellschaft FlyBAIR führt 2021 keine Flüge durch. In: bernerzeitung.ch. 4. März 2021, abgerufen am 30. März 2021.
20. ↑  José González verlässt Flybair und den Flughafen Bern. In: abouttravel.ch. 1. Oktober 2021, abgerufen am 4. Oktober 2021.
21. ↑  Bern Airport: Flughafenhotel verkauft. In: bern.ch. Direktion für Finanzen, Personal und Informatik der Stadt Bern, 5. Mai 2021, abgerufen am 7. Mai 2021.
22. 1 2  Berner Flughafen-Hotel soll 2023 wiedereröffnen. In: htr.ch. 5. Mai 2021, archiviert vom Original (nicht mehr online verfügbar) am 5. Mai 2021; abgerufen am 5. Mai 2021.  Info: Der Archivlink wurde automatisch eingesetzt und noch nicht geprüft. Bitte prüfe Original- und Archivlink gemäß Anleitung und entferne dann diesen Hinweis.
23. ↑  Johannes Reichen: Neues Hotel am Flughafen Belp — Schwere Töffs und Süsses sollen Kundschaft bringen. In: bernerzeitung.ch. 25. Februar 2022, abgerufen am 26. März 2022.
24. ↑  LSZB – BERN-BELP. In: Skyguide (Hrsg.): AIP Switzerland. 8. November 2018.
25. ↑  Blick: GPS löst Berner Fluglärmstreit aus
26. ↑  Stellungnahme des Aeroclubs der Schweiz (Memento vom 1. Februar 2014 im Internet Archive)
27. ↑  Flughafen Bern sucht Skywork-Ersatz, abgerufen am 12. September 2018.
28. ↑  Destinationen. Ehemals im Original (nicht mehr online verfügbar); abgerufen am 11. Mai 2021. (Seite nicht mehr abrufbar. Suche in Webarchiven)
29. ↑  Basis Bern – Basis im Belpmoos
30. ↑  Mountainflyers 80 Ltd, 3123 Belp - Porträt - firmen.ch
31. ↑  http://www.swissheli.com/history/hb-xzh.htm
32. ↑  25 Jahre Mountainflyers 80, Skynews September 2005 Seite 55
33. ↑  https://dev.skynews.ch/tag/mountainflyers/
34. ↑  https://www.mountainflyers.ch/de/ueber-uns/geschichte
35. ↑  Linke und Grüne stellen kritische Fragen zu Solarprojekt
36. ↑  Johannes Reichen: Panels statt Graspiste – Beim Flughafen Belp soll eine riesige Solaranlage entstehen. In: derbund.ch. 13. Januar 2023, abgerufen am 13. Januar 2023.
37. ↑  Johannes Reichen: Streit am Berner Flughafen: Die Segelflieger kämpfen ums Überleben im Belpmoos. In: bernerzeitung.ch. 2. September 2023, abgerufen am 2. September 2023.
38. ↑  Christian Liechti: Wegen Belpmoos-Solar: Berner Segelflieger kassieren Kündigung. In: srf.ch. 14. April 2023, abgerufen am 15. April 2023.
39. ↑  Sandra Rutschi: Flughafen Bern-Belp: Aufschub für Segelflieger. In: bernerzeitung.ch. 16. Februar 2024, abgerufen am 4. März 2024.
40. ↑  Segelfluggruppe Bern muss Belpmoos noch nicht verlassen. In: baerntoday.ch. 22. Februar 2024, archiviert vom Original; abgerufen am 4. März 2024.
41. ↑  Trockenwiese als Zankapfel - Belpmoos Solar schrumpft: der Deal mit den Umweltorganisationen. In: srf.ch. 14. Juli 2025, abgerufen am 14. Juli 2025.
42. ↑  Statistisches Jahrbuch der Stadt Bern. (PDF; 16,8 MB) Berichtsjahr 2019. Statistik Stadt Bern. 2020.